# ジャン・マルエル
ジャン・マルエル （蘭: Johan Maelwael、英: Jean Malouel （1365年頃 - 1415年））はネーデルラント出身の初期フランドル派の画家。ブルゴーニュ公フィリップ2世と、その長男ブルゴーニュ公ジャン1世の宮廷画家として活躍し、その作風は国際ゴシックともみなされることもある。

## 生涯
マルエルはネーデルラントのナイメーヘンに生まれたと考えられており、後の1473年にはフィリップ2世の領国となる、当時のゲルデルン公国へ移住した。芸術家であった父ウィレム・マルエルの工房で美術を学び、1382年には芸術家として登録された記録が残っている。『ベリー公のいとも豪華なる時祷書』の作者として有名な装飾写本作家リンブルク兄弟の叔父でもあり、1400年ごろにはフィリップ2世に仕えさせるためにリンブルク兄弟をフィリップ2世に謁見させている。マルエルは書物の装飾絵画家としても活動したが、より大きな作品を手がけることがほとんどだった。
マルエルが1396年から1397年にかけて、パリでフランス王シャルル6世妃イザボー・ド・バヴィエールに仕え、紋章の装飾を布地にデザインした記録が残っている。1397年8月にはブルゴーニュ公国の首都ディジョンで、1396年頃に死去したジャン・ド ボーメスからフィリップ2世の宮廷画家と大公の近侍 (en:valet de chambre) の地位を引き継いだ。マルエルは死去するまでこれらの地位を保持し、ボーメスや同時期にフィリップ2世の宮廷彫刻家だったクラウス・スリューテルよりも高い報酬を得ていた。フィリップ2世の死後間もない1405年にはハイルヴィヒ (Heilwig van Redinchaven) と結婚するためにナイメーヘンに一時帰国したが、まもなく妻となったハイルヴィヒとともにディジョンに戻った。そのほか1413年にも2ヶ月以上ディジョンを離れたという記録が残っている。マルエルは1415年に妻ハイルヴィヒと4人の子供を残してディジョンで死去した。未亡人となったハイルヴィヒはブルゴーニュ公ジャン1世から年金を受け取りナイメーヘンへと帰国したが、そこでマルエルの遺産を巡り長期にわたる訴訟を引き起こすことになる。

## 作品

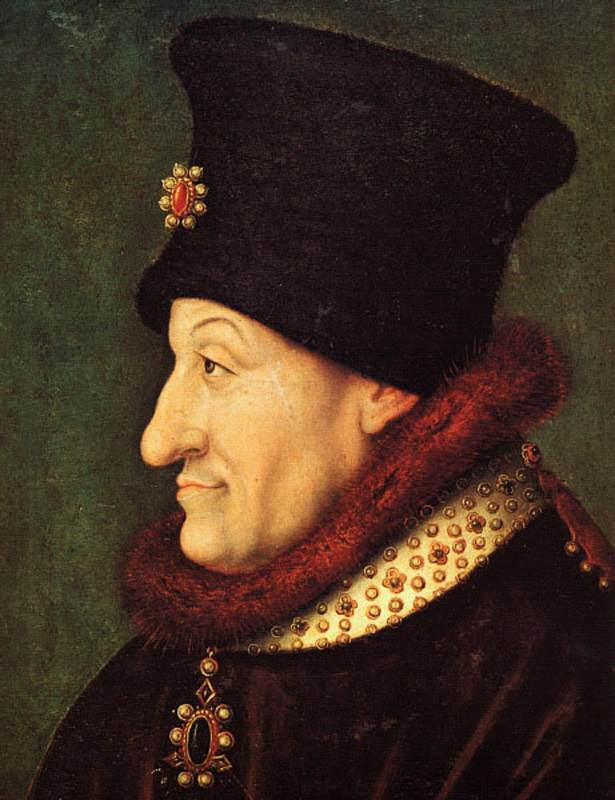
晩年のフィリップ2世, マルエルが描いた肖像画の模写

マルエルがブルゴーニュ公から受けた数多くの依頼（ほとんどが宮殿のための装飾絵画だった）の中には、1398年にシャンモル修道院の祭壇画用木製パネルを受領した記録がある。この修道院はフィリップ2世が一族の墓所としてディジョンに建設したもので、現在でも絵画やクラウス・スリューテル作でマルエルが彩色に携わったと考えられている『モーゼの井戸』などが当時の彩色のまま所蔵されている。1401年からケルンのヘルマン (Herman of Cologne) という人物がマルエルの助手として記録されており、ヘルマンは金箔作業の専門家か、多くの徒弟たちの監督だったのではないかと考えられている。『モーゼの井戸』の彩色と金箔張りは大規模な作業で1401年から1404年まで3年間を費やした。マルエルはフィリップ2世の霊廟の彩色も行っている。彫刻家たちがこの霊廟を完成させたのはスリューテルの死後のことだった。
現存しているマルエル作とされるパネル絵はすべて作者が議論の対象となっている。マルエルの作でまず間違いないだろうと考えられているのはルーブル美術館所蔵の『円形大ピエタ』である。ルネサンス期最初のトンド（円形画、円形彫刻 (en:tondo)）といわれるが、美術史家アルベール・シャトレはこの見解に否定的である。『円形大ピエタ』はフィリップ2世の紋章が裏面に描かれているため、完成したのはフィリップ2世が死去する1404年よりも前と見られる。「この作品を構成する独特の肖像様式は、明らかにシャンモル修道院に直接結びついており」、描かれている父と子と聖霊に奉げられている。この作品は初期フランドル派とシエナ派の要素が融合しており、当時の宮廷芸術で流行していた国際ゴシック様式と見ることもできる。伝統的なテンペラ画で描かれているが、この作品の半透明な艶をもつ絵画表現は、マルエルの死後、ヤン・ファン・エイクによって大きく発展することとなる。また、同時期にフィリップ2世の宮廷にいた初期フランドル派に分類される画家メルキオール・ブルーデルラムはシャンモル修道院に一部油彩を使った作品をすでに描いている。

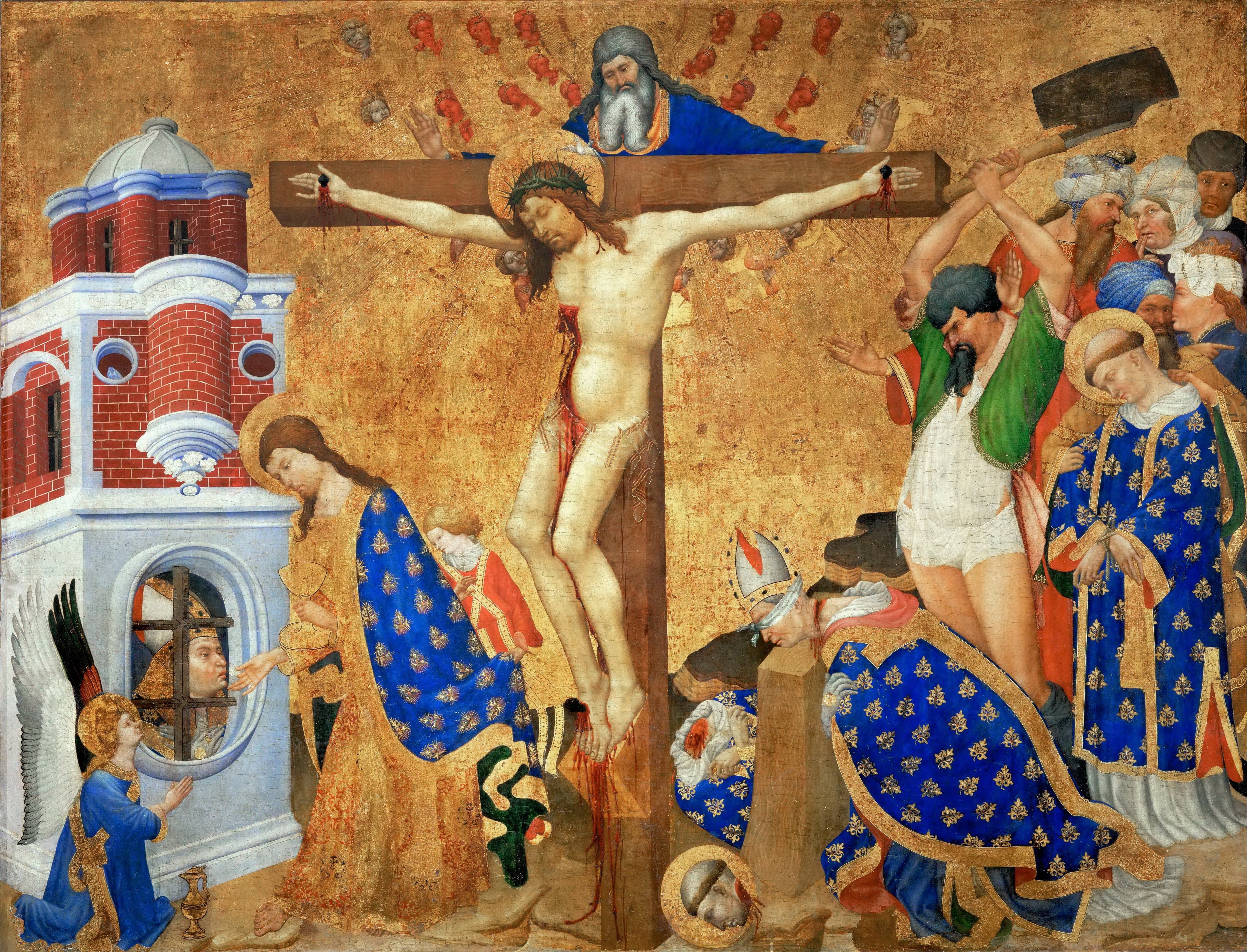
『聖ドニの祭壇画』, アンリ・ベルショーズ, 1416年, ルーブル美術館

ルーブル美術館には『聖ドニの祭壇画』という、同じくシャンモル修道院由来の大きな祭壇画 (162cm x 211cm)が所蔵されている。この祭壇画はもともとマルエルが描いていた作品で、マルエルの死後にアンリ・ベルショーズが完成させたと考えられている。大公家の記録には「聖ドニの生涯を描いた絵画」を「完成 (parfaire) させるために」ベルショーズに対して顔料を提供したとある。大公家では聖ドニはマルエルが描くことになっており、描かれている肖像によっては他の作品にはないスタイルの違いが見られるためである。ジェイムズ・シュナイダーとアルベール・シャトレはこの祭壇画にマルエルが関わっていることに同意しているが、1961年にフランス在住の美術史家ニコル・レイノーが異議を唱えるなど現在でも議論の的となっている。シャトレの意見では、ルーブル美術館にある『聖ドニの祭壇画』と『円形大ピエタ』は1398年に発注された5つの祭壇画のうちの2つである。ベルショーズはマルエルの死後に近侍と宮廷画家の地位を受け継ぐまで記録に名前が出てこない。シャトレはこのことをベルショーズが何年も自身の工房にいたからではないかと考え、10年前以上から『円形の大ピエタ』に関与していたためこの二作品の作者が入れ替わっているのかもしれないとしている。
マルエルは1400年に晩年のフィリップ2世の肖像画を描いたが、現存している唯一の肖像画はマルエルの作品の模写だと考えられている。他の肖像画では、1413年にポルトガル王の求めでジャン1世の肖像画を描いた記録が残っており、シャンモル修道院の聖歌隊席にもフィリップ2世とジャン1世の肖像画があった。修道院の肖像画は、後にジャン1世の息子でブルゴーニュ公を継いだフィリップ3世が自身の肖像画を二人の肖像画に追加したことで知られるようになった。フランスのシャンティイにあるコンデ美術館所蔵の肖像画は、マルエルの描いたジャン1世の肖像画の模写ではないかと考えられている。1960年にベルリンで発見され現在はベルリンの絵画館に貸し出されている大きな『聖母子像』は、ルーブル美術館所蔵の『聖母子像』と同じくマルエルの作品とされている.。ベルリンの『聖母子像』はもともと一対の二連祭壇画の片方で、もう片方にはジャン1世の肖像が描かれていたと考えられている。このスタイルは現在確認されている二連祭壇画としては最古のもので、後に初期フランドル派の画家たちが多く制作している。この『聖母子像』もシャンモル修道院のために描かれた可能性がある。
他にも多くの作品がマルエルあるいはマルエルの工房作ではないかとされてきた。ルーブル美術館所蔵の『小ピエタ』、ボルチモアのウォルターズ美術館所蔵でメルキオール・ブルーデルラムの作品とも考えられる多翼祭壇画 (Antwerp-Baltimore polytych)、トロワにある破損した『キリストの埋葬』などが例としてあげられる。